# Baptizing Lake
Baptizing Lake är en sjö i Kanada.   Den ligger i provinsen Nova Scotia, i den sydöstra delen av landet, 900 km öster om huvudstaden Ottawa. Baptizing Lake ligger 98 meter över havet. Arean är 0,31 kvadratkilometer. Den ligger vid sjöarna  Schmidt Lake och Second Lake. Den sträcker sig 1,0 kilometer i nord-sydlig riktning, och 0,7 kilometer i öst-västlig riktning.
I omgivningarna runt Baptizing Lake växer i huvudsak blandskog. Runt Baptizing Lake är det ganska tätbefolkat, med 108 invånare per kvadratkilometer.